# بيني بلاك VR الرسمي
بيني بلاك VR الرسمي، كان طابع VR الرسمي واحدًا من ثلاثة طوابع بريدية أصدرتها المملكة المتحدة لبريطانيا العظمى وأيرلندا في مايو 1840، للدفع المسبق للبريد. بينما كان طابعا بيني بلاك وبيني بلو 2 بنس مخصصين للعامة، وكذلك المظاريف وأوراق الرسائل، كان طابع VR الرسمي مخصصًا للبريد الرسمي. كان طابع VR الرسمي مطابقًا لطابع بيني بلاك الصادر، باستثناء إزالة الصليبين المالطيين في الزوايا العلوية واستبدالهما بالحرفين V وR، ومن هنا جاء اسمه الشائع VR.
كان تصميم لوحة هذا الإصدار مطابقًا تقريبًا لجميع الجوانب لتصميم لوحة طابعي بيني بلاك وبيني بلو اللذين أُصدرا في نفس الوقت. كان الاختلاف الوحيد في النقش الهامشي هو تعريف اللوحة، الذي كان يُعرض كحرف (انظر الصورة)، وليس رقمًا كما هو الحال في الإصدارات العامة من الطوابع البريدية.

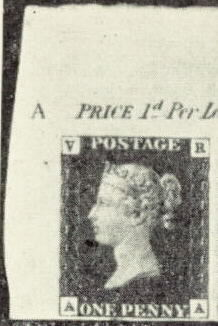
يتم الإشارة إلى اللوحة بالحرف A، في الزاوية العلوية اليسرى من هامش الورقة.

كانت فكرة هذا الطابع البريدي استخدامه في المراسلات الرسمية الصادرة عن الدوائر الحكومية. إلا أن استياء الجمهور واستهزائه بمغلفات وأوراق الرسائل والمظاريف أدى إلى إصدار أعداد كبيرة منها لمختلف الدوائر، وكانت مصلحة الضرائب الأكثر استخدامًا لها.
بما أن المخزونات الموجودة كانت متاحة للاستخدام، تم التخلي عن فكرة الطابع الرسمي. وأُتلفت جميع اللوازم المطبوعة تقريبًا في 25 يناير 1843. لم ينجُ سوى واحد وعشرين ورقة طابع، ومرت بعض الطوابع (بشكل غير صحيح) عبر البريد، واستخدم رولاند هيل بعضها لتجربة تقنيات الإلغاء للطوابع.

## التزوير
تزوير الطابع تم بواسطة برنهارد أسموس في أغسطس 1890، والذي اكتشف من قبل التاجر موريس جيويلب، الذي باع لهُ نسخة مزورة من الطابع.